# Selver Hodžić
Selver Hodžić (Brčko, Bosnia y Herzegovina, 12 de octubre de 1978) es un futbolista bosnio, naturalizado suizo. Juega de defensa y actualmente juega para el FC Wohlen.
- Datos: Q327774